# Планинска зебра
Планинска или брдска зебра (лат. Equus zebra), је једна од три врсте зебре. Ово је угрожена врста пореклом из Анголе, Намибије и Јужноафричке Републике.

## Подврсте
Постоје две подврсте ове зебре:
- капска планинска зебра
- Хартманова планинска зебра

Хартманова планинска зебра живи у југозападној Африци. Живи у малим групама од 7-12 јединки. 

## Опис
Попут свих зебри, и ова је пругаста црно-бело. Свака зебра има јединствене пруге. Пруге могу бити и тамносмеђе и беле. Оне покривају читаво тело, осим стомака, који је бео. Одрасле планинске зебре имају дужину тела 2,1-2,7 м и реп им је дуг 40-45 цм. Висина у раменима креће се од 1,1 до 1,5 м. Теже 204-372 кг. 
Гроувс и Бел открили су да капске планинске зебре имају полни диморфизам, тако да су женке веће од мужјака, док то код Хартманове планинске зебре није случај. Црне пруге код Хартманове планинске зебре су танке с много ширим белим међупростором, док је код капске планинске зебре ситуација обрнута. Наиме, оне имају широке црне пруге с веома танким белим међупростором.

## Распрострањеност
Ова врста зебре живи у Анголи, Намибији и Јужноафричкој Републици. Насељава углавном обронке планина, отворене травњаке, шуме и подручја с довољно вегетације. Ове зебре могу живети до три дана без воде за пиће.